# Amoimyrmex striatus
Amoimyrmex striatus (лат.) — вид муравьёв-листорезов рода Amoimyrmex (ранее в Acromyrmex) из трибы грибководов Attini подсемейства Myrmicinae (Formicidae).  Эндемик Южной Америки. Характерен своим тесным симбиозом с грибами из семейства Шампиньоновые, выращиваемыми в земляных муравейниках на основе листовой пережёванной массы. По морфологии и хромосомному набору отличается от представителей рода Acromyrmex и обладает сходством с родом Atta.

## Описание
Мелкие и среднего размера муравьи-листорезы красновато-коричневого цвета. Каста рабочих имеет несколько размерных классов от мельчайших до относительно крупных солдат (около 7 мм). Самцы буровато-чёрные, 8—9 мм, матки до 10 мм. На голове продольные бороздки. Заглазничные шипы на голове отсутствуют, жвалы треугольные и относительно укороченные (как и у других представителей подрода Moellerius).
На верхней части груди имеются 4 крупных защитных шипика (два на переднеспинке и два в задней части груди) и несколько мелких (обычно четыре мелких) на среднеспинке. Стебелёк и задне-боковые части головы сверху также несут небольшие шиповатые бугорки. Первый тергит брюшка гладкий и блестящий, без бугорков (которые развиты у представителей рода Acromyrmex). Стебелёк между грудкой и брюшком состоит из двух члеников: петиолюса и постпетиолюса (последний чётко отделён от брюшка), жало развито, куколки голые (без кокона).

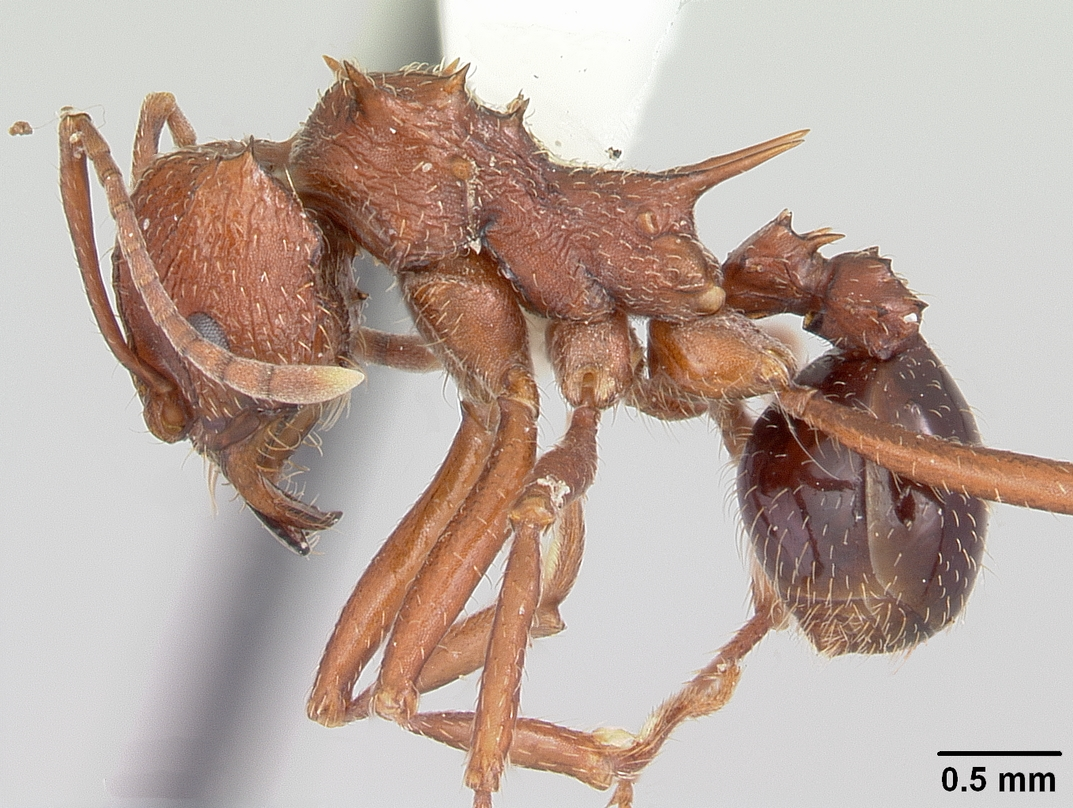
Вид сбоку
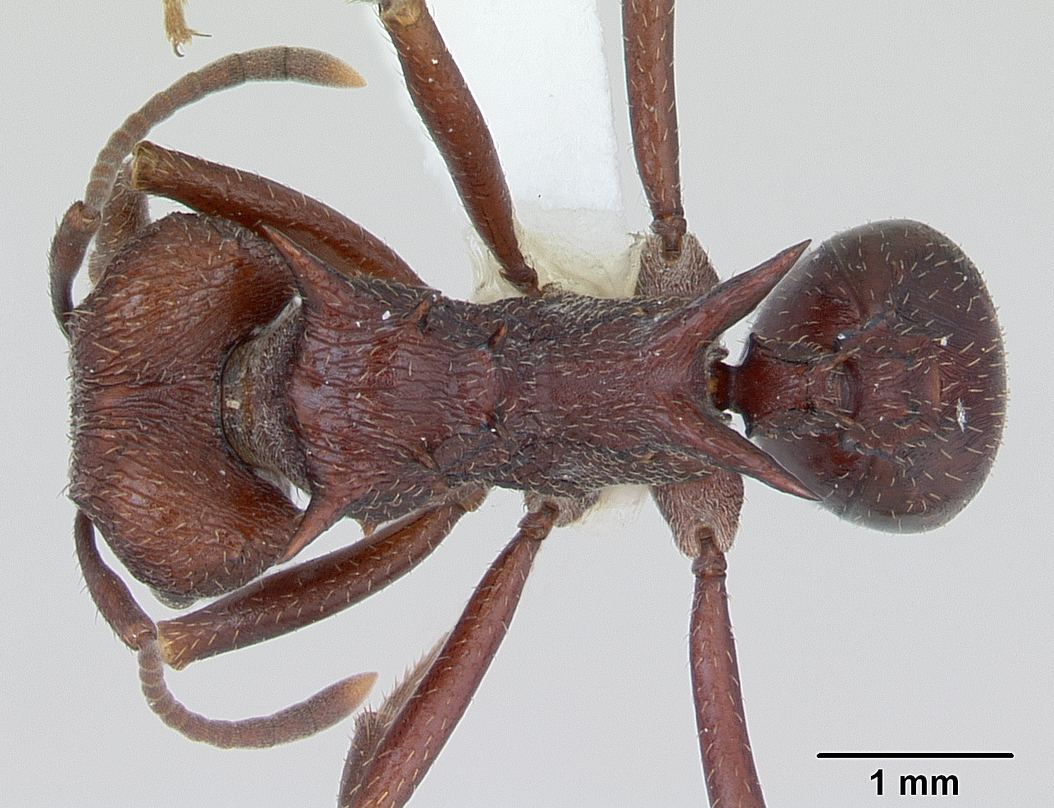
Вид сверху
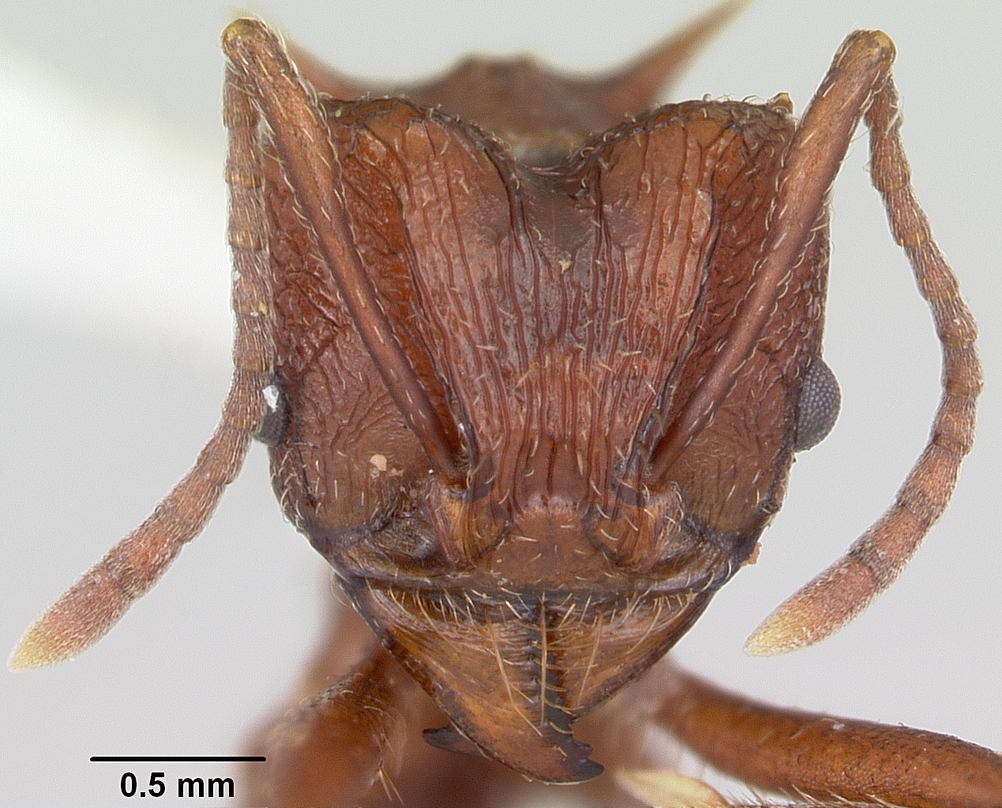
Голова спереди

## Биология
Муравьи-листорезы рода Acromyrmex , в который ранее включали этот вид, привлекают всё большее внимание из-за ущерба, который они наносят посевам.
Как и другие представители грибководов-листорезов трибы Attini, муравьи Amoimyrmex striatus в своём муравейнике выращивают грибницу представителей рода Белонавозник (Leucocoprinus) из семейства Шампиньоновые (Basidiomycota) на основе пережёванной массы листьев. Грибы служат кормом их личинкам-микофагам и маткам, в то время как рабочие муравьи питаются растительными соками ив незначительной степени грибами-симбионтами, что делает их фитофагами и частично микофагами. Муравьи-листорезы характерны для тропических лесов и рассматриваются там в качестве основных потребителей листьев растений. Но A. striatus (как и другие виды подрода Moellerius, к которому его относили) предпочитают травянистые растения и открытые места обитания, что отличает его от большинства прочих муравьёв-листорезов, как рода Acromyrmex, так и рода Atta.

### Муравейники
Муравейники можно найти в основном под открытым небом, где солнце может освещать их регулярно и прямыми лучами. Рабочие муравьи вокруг входного отверстия очищают землю от мусора.
Муравейники имеют от двух до десяти входных отверстий на поверхности почвы, которые могут быть удалены друг от друга на расстояние от десяти до девяноста сантиметров.
Чтобы не допустить распространения пожаров в Южной Америке, были введены противопожарные режимы, в том числе специальные противопожарные полосы. Оказалось, что A. striatus предпочитают именно эти области. Муравьи постоянно обустраивают свои гнёзда и тщательно регулируют размеры туннелей, чтобы поддерживать стабильные условия влажности, температуры, уровня углекислого газа и многих других факторов. Когда люди перекапывают землю на противопожарных полосах, почва там становится более пористой, что способствует лучшему газообмену и проникновению воды, помогая росту муравьиных грибных садов. При любой антропогенной модификации почвы, включая обочины дорог, происходит изменение её структуры. Эти благоприятные для A. striatus условия приводят к конкурентному преимуществу по сравнению с другими видами муравьёв и могут привести к увеличению ущерба растительному сообществу.

### Фуражировка
A. striatus во время фуражировки собирают разнообразные исходные материалы. Муравьи могут подниматься на деревья и прямо там срезать листья, либо собирать уже опавшую на землю листву, или они могут даже собирать фекалии или останки других членистоногих. Исследователи обнаружили, что A. striatus собирает не менее 53 различных видов растений из 23 семейств, большинство из которых Сложноцветные, Злаковые и Бобовые. Однако, как правило, фуражиры A. striatus придерживаются трав и кустарников. Фуражировка происходит только в дни с температурой выше 20  °C. Это означает, что в более прохладном климате поиск пищи ограничивается несколькими часами в день и только летом. 
В аридных условиях пустыни Монте в Аргентине муравьи активно фуражируют при температуре от 27 °C до 45  °C.
Было обнаружено, что A. striatus демонстрирует «стратегию сохранения ресурсов», согласно которой, как предполагают мирмекологи, рабочие муравьи предпочитают добывать пищу подальше от гнезда, чтобы избежать чрезмерной эксплуатации ресурсов рядом с муравейником. Это приведёт к тому, что у целевых ресурсов появится шанс вырасти, прежде чем они будут собраны снова. Было выдвинуто предположение, что движущей силой этого поведения является то, что муравьи заинтересованы в получении более высококачественных материалов. Таким образом, муравьи A. striatus обеспечивают свой мутуалистический гриб устойчивым и предсказуемым запасом питания. Это подтверждается и тем, что муравьи использует одинаковое количество видов растений в течение года.
A. striatus могут конкурировать с местными фермерами, если растительность, присутствующая в этом районе, предназначена для использования человеком. Фуражировка листорезов может быть предотвращена различными способами, но с точки зрения естественного биологического контроля, обнаружено, что муравей Camponotus blandus (не срезающий листья вид) сдерживает появление A. striatus на кустарниках, так как сам там собирает нектар.

### Брачный лёт
Многие виды муравьёв одновременно рассеивают в воздухе большое количество крылатых половых особей, синхронизированных с другими семьями того же вида. Это увеличивает смешивание особей из разных колоний и, следовательно, подавляет генетическую нестабильность инбридинга. В то время как у A. striatus, всего несколько особей участвуют в брачных полётах, увеличивая вероятность спаривания с родственными муравьями. Кроме того, период размножения растягивается на несколько месяцев, а не недель, как у других видов. Половые крылатые особи рождаются с октября по январь, при этом в солнечный период небольшое количество особей покидает гнездо почти каждый день. Полиандрия, то есть многократное спаривание самки с несколькими самцами, играет важную роль в поддержании генетического разнообразия. Доказательства этой теории можно увидеть в реальности, поскольку в брачных полётах A. striatus участвует в среднем больше самцов, чем самок.

### Основание новой семьи
В лабораторных экспериментах было показано, что основание новых колоний происходит разными путями: гаплометрозом (одной самкой-основательницей) или плеометрозом (несколькими основательницами). Фуражировочная активность маток была обычным явлением при гаплометрозе или в парах основательниц, но отсутствовала в плеометротических группах.
Было установлено, что выбор того или иного способа основания у A. striatus прямо зависит от плотности расположения взрослых колоний и от численности разлетающихся самок-основательниц. В условиях повышенной плотности объектов основание идёт путём плеометроза. В этих условиях выращивание расплода происходить быстрее, все матки вместе копают и делят общую основную камеру, выращивают общий грибной сад. Молодым маткам также не нужно выходить наружу, чтобы добыть корм, что приводит к минимальным шансам попасться какому-нибудь хищнику в качестве добычи. В результате, ими производится больше рабочих, а грибные сады вырастают крупнее, чем при одиночном режиме основания новых колоний. Но у других видов Acromyrmex было замечено, что в конечном итоге все королевы, кроме одной, уничтожаются конкурентками.

## Генетика
Диплоидный набор хромосом у рабочих и самок 2n = 22, кариотип = 20M+2SM. У самцов гаплоидный набор n = 11. Это резко отличается от других Acromyrmex и сходно с родом Atta. Большинство видов рода Acromyrmex имеют диплоидный набор 2n = 38, за исключением социального паразита Acromyrmex ameliae, у которого 2n = 36. У исследованных видов Atta диплоидный набор 2n = 22, то есть, такой же, что и у Amoimyrmex striatus.

## Распространение
Встречается в Южной Америке. A. striatus наиболее обычен в южных штатах Бразилии (Санта-Катарина и Риу-Гранди-ду-Сул), а также в таких странах как Аргентина, Боливия, Уругвай и Парагвай. В Аргентине выбирает для гнездования места с аридным и семиаридным климатом, где Солнце светит практически круглый год.

## Таксономия и этимология
Вид был впервые описан по рабочим особям из Уругвая немецким поэтом и энтомологом Юлиусом Рогером (Julius Roger; 1819—1865) в составе рода Atta под названием Atta striata  Roger, 1863.
В 1888 году итальянский мирмеколог Карл Эмери включил его в состав подрода Atta (Acromyrmex), а в 1905 года перенёс в подрод Atta (Moellerius).
В составе рода Acromyrmex числится с 1914 года (Bruch, 1914).
Ещё в начале XX века мирмекологи Карл Эмери (1905) и Феликс Санчи (Santschi, 1925), ревизовавшие этот род, обратили внимание на значительную морфологическую изменчивость вида. Шипы головы и грудной клетки являются важными систематическими признаками, но их пропорции варьируют между колониями и внутри них, причём особи с двусторонней асимметрией головы очень распространены. Позднее были обнаружены и различия в хромосомном наборе.
В 2020 году три вида Acromyrmex (Amoimyrmex striatus, Amoimyrmex silvestrii и Amoimyrmex bruchi) были выделены в отдельный род Amoimyrmex.
Видовое название A. striatus происходит от латинского слова striatus (полосатый) из-за характерного признака (продольные бороздки на голове), отличающего его от близких видов. В испаноязычных странах Южной Америки A. striatus называют «hormiga cortadora colorada» (красный муравей-листорез).